# First Choice Airways
Pour les articles homonymes, voir AMM.
First Choice Airways (code AITA : DP, code OACI : AMM) est une ancienne compagnie aérienne britannique.
Il s'agissait de la compagnie aérienne du voyagiste First Choice. Elle proposait plus de 60 destinations (selon les saisons) à partir de 14 aéroports anglais et irlandais. 70 % du trafic de la compagnie était effectué pour First Choice (et jusqu'à 85 % en période estivale).
Depuis la fusion, en 2007, des groupes anglais First Choice et allemand TUI, First Choice Airways fait partie du leader européen du tourisme qui possède de nombreuses compagnies aériennes dont Corsairfly, TUIfly, TUIfly Nordic, Jetairfly, Arkefly ou Jet4you. Elle a depuis fusionnée avec Thomson Airways.

## Destination
En Europe : 
- Finlande, Lapland
- Espagne, continentale, Iles Canaries et Baléares
- Italie
- Portugal, Algarve,  Madère,
- Malte
- Danemark
- Roumanie
- Hongrie
- Chypre
- Tchéquie
- Suisse
- Pays-Bas
- Belgique
- Grèce
- Pologne
- Norvège
- Malte
- Russie
- Allemagne
- Suède

En Afrique :
- Égypte
- Tunisie
- Gambie
- Maroc
- Kenya

En Asie :
- Turquie
- Sri Lanka
- Maldives

En Amériques :
- Mexique
- Argentine
- États-Unis,  Floride
- Colombie
- Antigua-et-Barbuda
- Aruba
- Bahamas
- Barbade
- Cuba
- République dominicaine
- Jamaïque
- Brésil
- Costa Rica

## Flotte

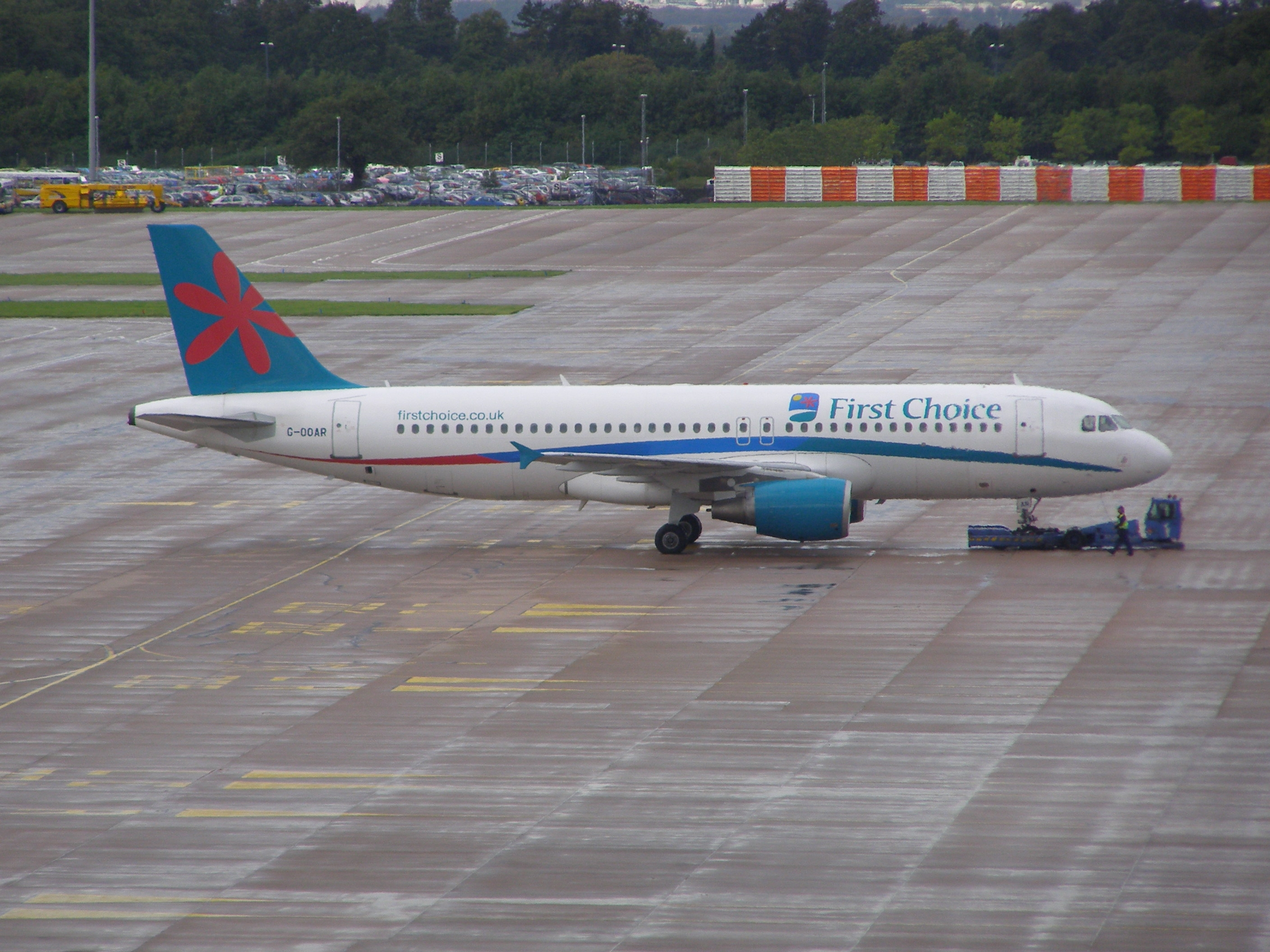
Airbus A320 aux couleurs de First Choice Airways

Au moment de sa fermeture en 2008, la flotte de First Choice Airways était composée des appareils suivants :
First Choice Airways devait être la compagnie officielle de lancement du Boeing 787 au Royaume-Uni. La compagnie avait placé une commande pour six appareils en février 2005 avec options pour 5 appareils supplémentaires. En décembre 2006, elle annonça la commande de deux avions, ce qui porta à 8 le nombre de commandes fermes. Enfin, en mars 2007, elle convertit les quatre options restantes en commandes fermes, amenant le total à douze. Les Boeing 787 remplaceront les Boeing 767-300 de la flotte au fur et à mesure de leur livraison
.